# Cleveland Guardians
Cleveland Guardians là đội bóng chày chuyên nghiệp Mỹ nằm ở Cleveland, Ohio. Đội bóng thi đấu trong MLB là một thành viên của American League (AL) miền Trung. Từ năm 1994, sân nhà của đội là sân Progressive Field. Vào mùa xuân, đội bóng tập luyện tại sân Goodyear Ballpark ở Goodyear, Arizona. Từ khi đội bóng được thành lập năm 1901, Cleveland Guardians đã giành 2 chức vô địch World Series: năm 1920 và năm 1948, bên cạnh đó là 8 danh hiệu Central Division và 6 lần vô địch American league. Cleveland Guardians là một trong những đội bóng có khoảng thời gian không vô địch World Series dài nhất, và xếp thứ 5 tính đến năm 2016.
Cái tên "Indians" ban đầu được đề nghị bởi chủ sở hữu đội bóng, Charles Somers, nhằm để thay thế cái tên "Cleveland Naps" sau sự ra đi của Nap Lajoie mùa giải 1914. Biệt danh "Indians'' trước đó đã được dùng bởi đội bóng chày Cleveland Spiders trong thời gian Louis Sockalexis, một người Mỹ bản địa, thi đấu tại Cleveland. Biệt danh chung của đội là "Tribe" và "Wahoos", hình ảnh trên logo của đội bóng là Chief Wahoo. Linh vật của đội bóng được gọi là "Slider."
Cleveland Guardians có nguồn gốc từ Michigan năm 1894 với tên Grand Rapids Rustlers, là một đội bóng nhỏ tại Western League. Sau đó đội bóng chuyển đến Cleveland năm 1900, đổi tên thành Cleveland Lake Shores; giải Western League được đổi tên thành American League (AL). Ban đầu đội bóng được gọi là Cleveland Bluebirds, sân nhà của đội là sân League Park cho tới khi chuyển đến sân Cleveland Stadium năm 1946. Mùa giải 2016, Cleveland Indians giành quyền tham gia World Series nhưng sau đó thua Chicago cubs sau 7 trận play-off.